# Alopecosa akkolka
Alopecosa akkolka là một loài nhện trong họ Lycosidae.
Loài này thuộc chi Alopecosa. Alopecosa akkolka được Yuri M. Marusik miêu tả năm 1995.